# Epirinus
Epirinus är ett släkte av skalbaggar. Epirinus ingår i familjen bladhorningar.

## Dottertaxa tillEpirinus, i alfabetisk ordning[1]
- Epirinus aeneus
- Epirinus aquilus
- Epirinus asper
- Epirinus bentoi
- Epirinus comosus
- Epirinus convexus
- Epirinus davisi
- Epirinus drakomontanus
- Epirinus flagellatus
- Epirinus granulatus
- Epirinus gratus
- Epirinus hilaris
- Epirinus hluhluwensis
- Epirinus hopei
- Epirinus minimus
- Epirinus montanus
- Epirinus mucrodentatus
- Epirinus ngomae
- Epirinus obtusus
- Epirinus pseudorugosus
- Epirinus punctatus
- Epirinus pygidialis
- Epirinus relictus
- Epirinus rugosus
- Epirinus scrobiculatus
- Epirinus sebastiani
- Epirinus silvestris
- Epirinus striatus
- Epirinus sulcipennis
- Epirinus validus